# جون سكوت (سياسي)
جون سكوت (بالإنجليزية: John Scott)‏ هو نقابي وسياسي أسترالي وبريطاني، ولد في 31 مارس 1934 في المملكة المتحدة. حزبياً، نشط في حزب العمال الأسترالي. وقد انتخب عضو مجلس النواب الأسترالي عن دائرة Division of Hindmarsh ‏ (18 أكتوبر 1980 – 8 فبراير 1993).